# Jennifer Thurner
Jennifer Thurner (* 19. Mai 1993 in Mödling) ist eine österreichische Handballspielerin.
Jennifer Thurner spielte bis zum Jahr 2017 beim österreichischen Erstligisten Hypo Niederösterreich. Weiterhin lief die Spielerin, die auf der Position Rückraum Mitteeingesetzt wurde, für die österreichische Nationalmannschaft auf. Mittlerweile ist sie bei Hypo Niederösterreich als Jugendtrainerin tätig.